# دو سيفر (إقليم فرنسي)

موقع دو سيفر في فرنسا

دو سيفر (بالفرنسية:  تُنطق [اسمع في هذا المتصفح]Deux-Sèvres)‏ هو إقليم فرنسي رقم 79 تابع لمنطقة بواتو شارنت. وسكانه حوالي 370.000 نسمة وفق تعداد 2012. مركز إقليم دو سيفر والمدينة الكبرى فيه هي مدينة نيور.

## تاريخ

شعار الإقليم

قبل الثورة الفرنسية, كان معظم أراضي هذا الإقليم الجزء الأوسط من مقاطعة بواتو خلال الحكم الأرستقراطي في فرنسا.
يعد إقليم دو سيفر واحد من الأقاليم الـ 83 التي تشكلت منها فرنسا، والتي تم إنشاؤها أثناء الثورة الفرنسية يوم 4 مارس 1790.

## تسمية
أخذ اسمه من نهرين مصدراهما في الإقليم : السيفر النيورتي في جنوب الإقليم الذي يصب في المحيط الأطلسي والسيفر النانتي في شمال الإقليم الذي يصب في نهر لوار في مدينة نانت. من حيث اسمه الذي يعني 2 سيفر باللغة الفرنسية Deux-Sèvres.

## جغرافيا
يعتبر إقليم دو سيفر جزء من منطقة بواتو شارنت ويحيط به كل من الأقاليم التالية : فيين (بالفرنسية: Vienne) في الشرق, شارنت (بالفرنسية: Charente) في الجنوب الشرقي, شارنت البحرية (بالفرنسية: Charente Maritime) في الجنوب الغربي وهي الإقاليم الثلاثة الأخرى التابعة لبواتو شارنت وفونديه (بالفرنسية: Vendée) في الغرب وماين ولوار (بالفرنسية: Maine et Loire) في الشمال اللذان من أقاليم منطقة بايي دو لا لوار.

## شخصيات
رنيه كاييه (1799-1838) كان مستكشفا فرنسيا، وأول أوروبي يعود على قيد الحياة من بلدة تمبكتو.

## معرض صور

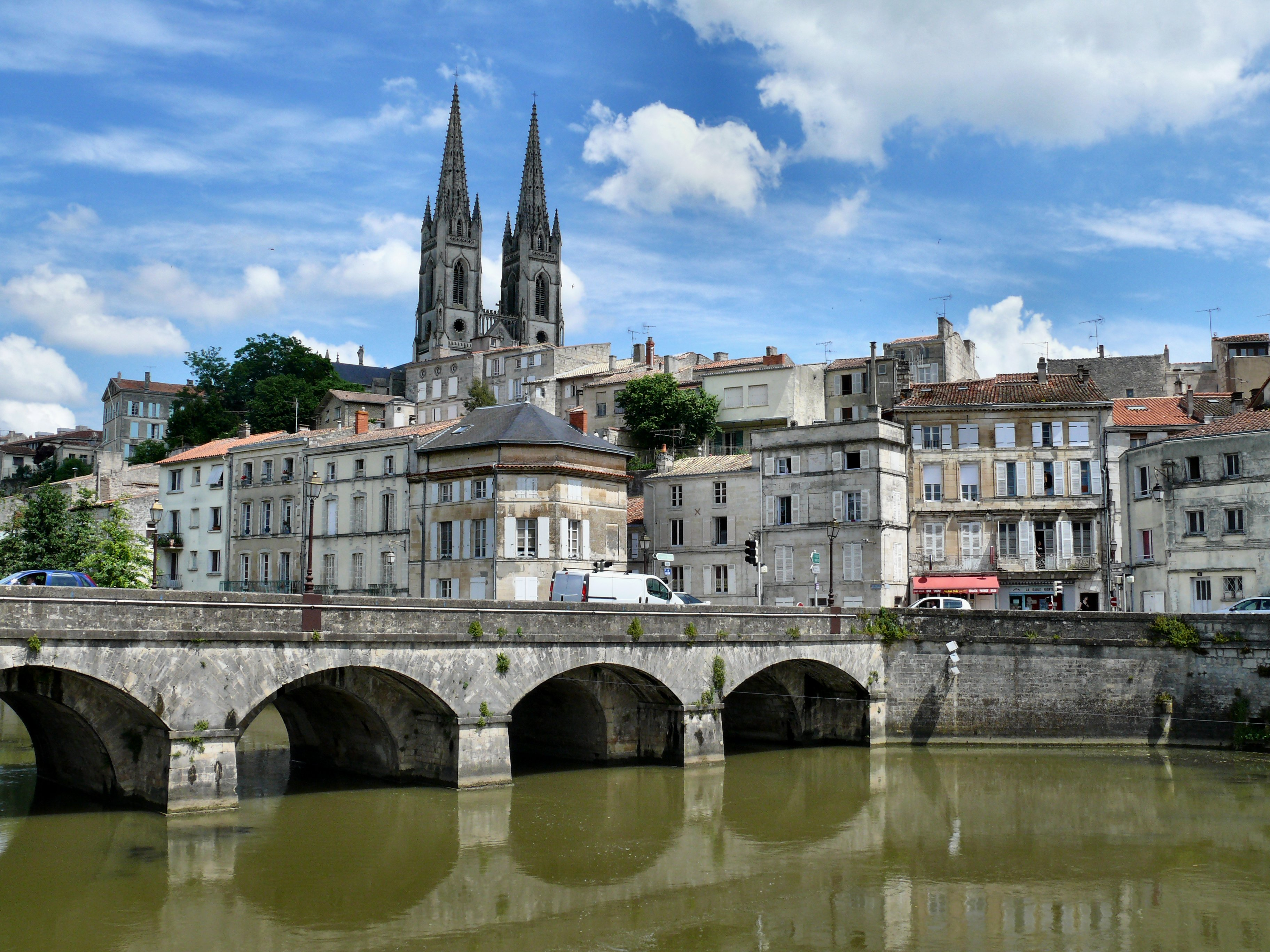
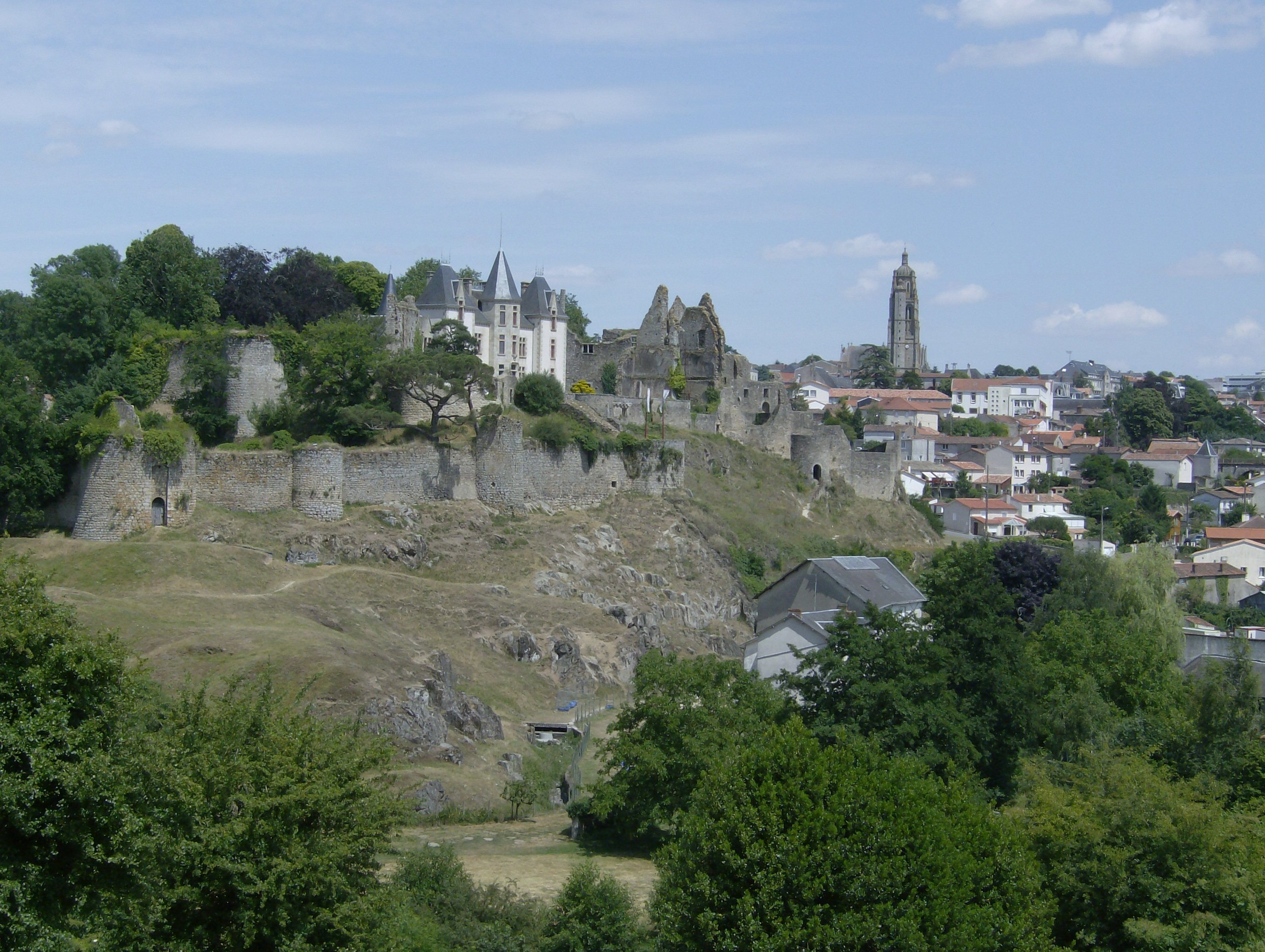
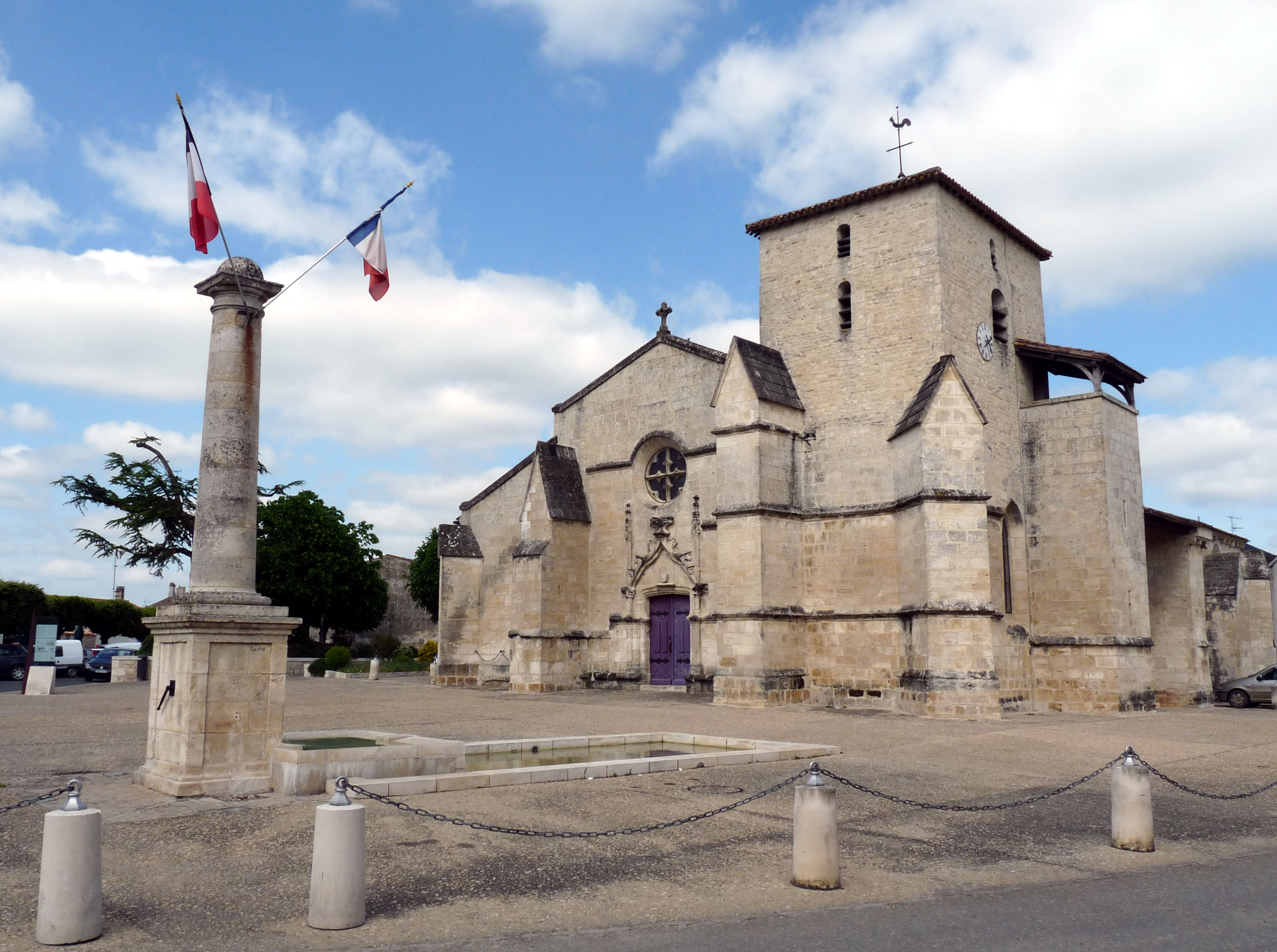
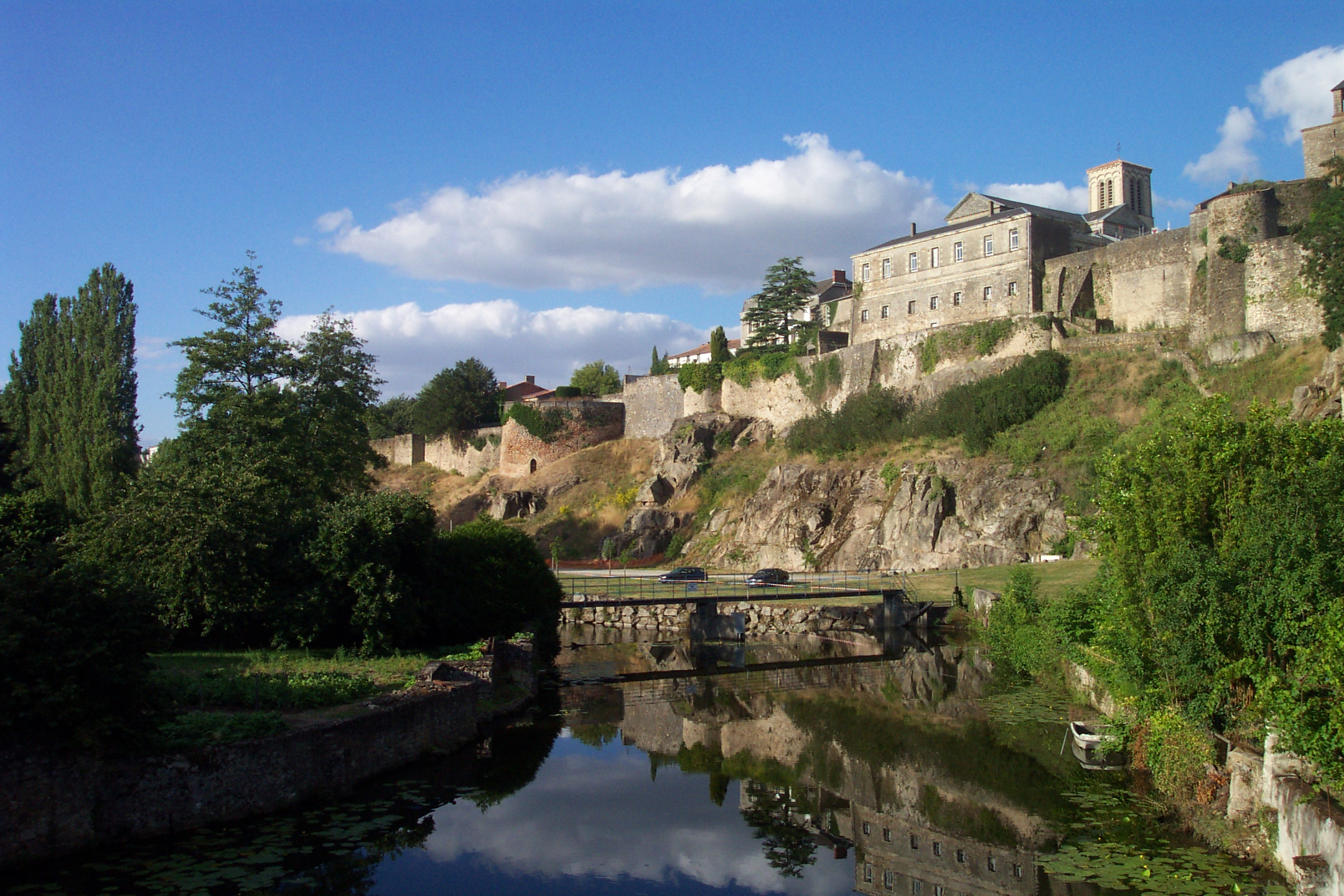